# Kongos (album)
| Recensione            | Giudizio |
| --------------------- | -------- |
| Alternative Addiction | [ 2 ]    |

Kongos è il primo album dell'omonimo gruppo musicale sudafricano, pubblicato nel 2007.

## Tracce
1. In the Music – 3:57 (Jesse Kongos)
2. Nothing – 4:39 (John Kongos)
3. The Way – 4:18 (Jesse Kongos)
4. Curious – 3:54 (testo: Jesse Kongos – musica: Dylan Kongos)
5. Remember Me – 3:32 (Dylan Kongos)
6. Another Daydream – 4:53 (Dylan Kongos)
7. The Trouble Is – 4:31 (John Kongos)
8. I've Been Here Before – 4:15 (Dylan Kongos)
9. Make Your Mark – 4:46 (testo: Jesse Kongos – musica: John Kongos)
10. What About You – 5:58 (testo: Jesse Kongos – musica: Dylan Kongos, John Kongos)

Durata totale: 44:43

## Formazione
- Dylan Kongos – voce, chitarra solista, basso, chitarra acustica, cori
- John Kongos – tastiere, fisarmonica, sintetizzatori, cori
- Jesse Kongos – batteria, percussioni, voce (tracce 1,10), cori
- Daniel Kongos – chitarra ritmica, cori